# Ilê Aiyê
Ilê Aiyê – jeden z pierwszych karnawałowych bloków afro oraz zespół muzyczny z Salvadoru w stanie Bahia w Brazylii. Został założony 1 listopada 1974 r. przy ulicy Curuzu w dzielnicy Liberdade w Salvadorze przez Antônio Carlosa “Vovô” i Apolônio de Jesusa. Powstał w celu rozpowszechniania kultury afrobrazylijskiej. W swojej twórczości podejmuje tematy dotyczące krajów Afryki, takich jak Kongo, Nigeria, Kamerun, Ghana, Zimbabwe, Rwanda i Mali oraz rewolty czarnych niewolników w okresie kolonialnym w Brazylii.

## Opis
Nazwa Ilê Aiyê oznacza w dialekcie joruba “świat” lub “wieczne niebo”. Jego barwy to czerwień i biel. Jest też popularnie nazywany O mais belo dos belos (najpiękniejszy z pięknych). Pod takim właśnie tytułem Daniela Mercury nagrała w 1992 r. piosenkę, która pojawiła się na płycie Canto da Cidade. 
Blok Ilê Aiyê promuje wydarzenie "A Noite da Beleza Negra” (Noc czarnej piękności), które jest uważane za drugie po karnawale największe święto w Salvadorze i wzorują się na nim inne bloki afro, takie jak Agbara Dudu z Rio de Janeiro. Podczas tej imprezy jest wybierana Deusa de Ébano (Królowa z Hebanu). Konkurs odbywa się od 1975 r. i mogą wziąć w nim udział czarne kandydatki w wieku od 18 do 30 lat, które wykażą się znajomością historii bloku Ilê Aiye i zagadnień związanych z kulturą afrobrazylijską, a także zdolnościami tanecznymi. Zadaniem zwyciężczyni konkursu jest promowanie kultury afrykańskiej i równości rasowej.  
Hymnem bloku jest piosenka pt. Ilê Aiyê. Que Bloco é Esse? (Ilê Aiyê. Co to za blok?), stworzona w 1975 r. przez Paulinho Camafeu. Zaprezentowano ją pierwszy raz podczas karnawału, a towarzyszył jej przemarsz 100 czarnych członków bloku. Powstanie Ilê Aiyê zainspirowało inne grupy związane z kulturą afrobrazylijską do tworzenia własnych bloków karnawałowych i rozpowszechniania wiedzy na temat candomblé i innych tradycji pochodzących z Afryki. W latach 70. powstał także inny znany blok karnawałowy z Salvadoru, Olodum.  
Ilê Aiyê przeszedł transformację, poczynając od bloku karnawałowego poprzez zespół muzyczny, a obecnie jest instytucją, działającą na rzecz czarnej społeczności Salvadoru. 

## Zespół Ilê Aiyê

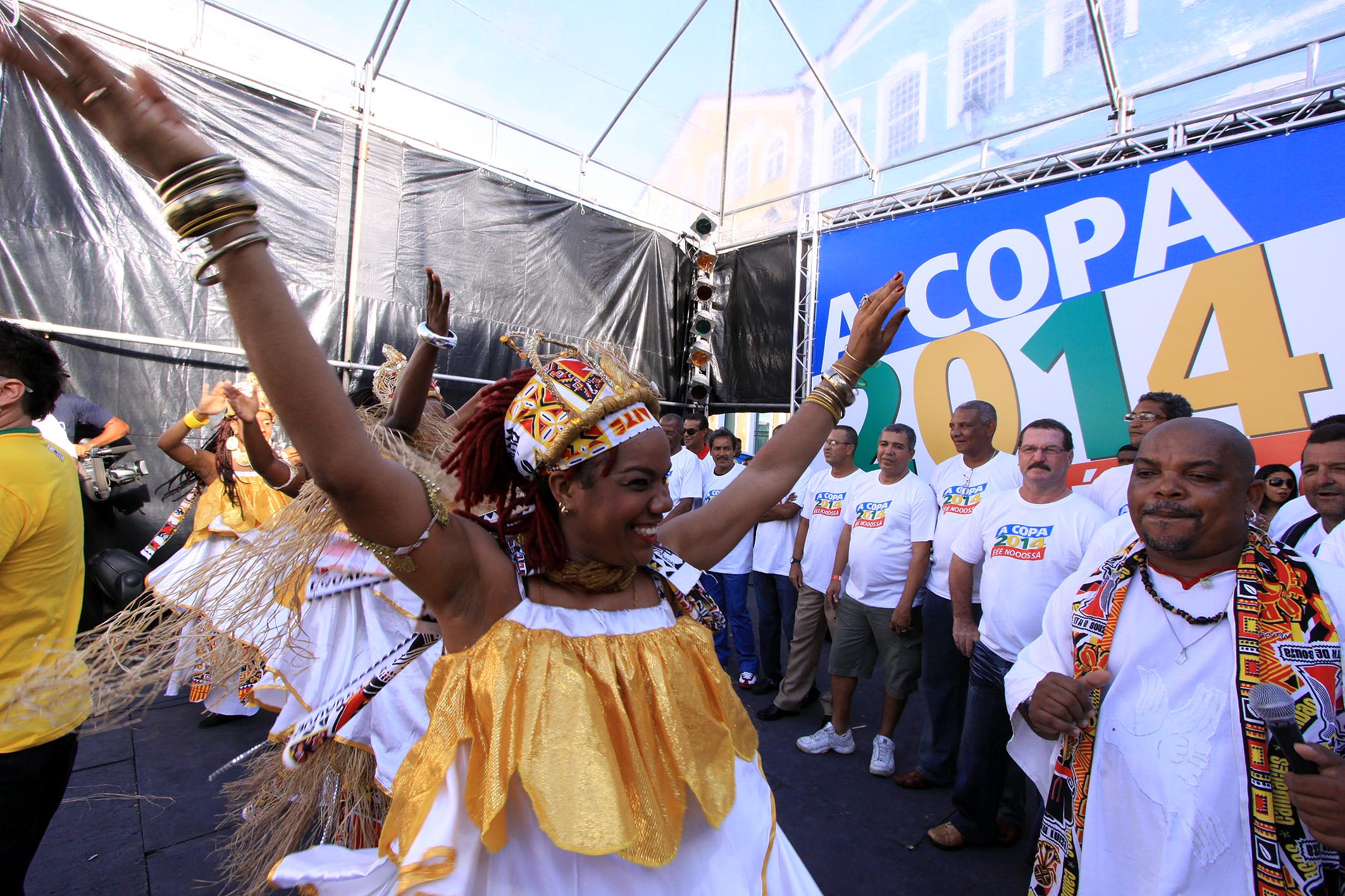
Ilê Aiyê podczas Mundialu 2014

Podobnie jak inne bloki afro, Ilê Aiyê jest również zespołem muzycznym, występującym przez cały rok, lecz głównie podczas karnawału w Bahia. W 1997 r. zespół wziął udział w nagraniu składanki Tropicália - 30 anos (Tropicália - 30 lat) z udziałem takich gwiazd muzyki brazylijskiej jak Caetano Veloso, Gilberto Gil, Tom Zé, Margareth Menezes, Carlinhos Brown, Gal Costa, Asa de Águia, Armandinho, Pepeu Gomes, Daniela Mercury, Didá Banda Femenina, Araketu, Banda Eva, Banda Cheiro de Amor, Lazzo i Vírginia Rodrigues. Ich piosenka z tej płyty to Batmakumba autorstwa Giiberto Gila i Caetano Veloso. W 2002 r. piosenka zespołu pt. Depois que o Ilê passar znalazła się na płycie Do lundu ao axé razem z utworami w wykonaniu Danieli Mercury, Lazzo i Moraes Moreiry. W tym samym roku Ilê Aiyê wziął udział w ceremonii zamknięcia 4. edycji festiwalu Festival do Mercado Cultural da Bahia i zaprezentował wówczas piosenkę Missa do Rosário dos Pretos. 

## Dyskografia
- 1984 - Canto Negro
- 1989 - Canto Negro II
- 1996 - Canto Negro III
- 1998 - Canto Negro IV
- 1999 - 25 Anos